# Parc del Vilot
El Parc del Vilot és un dels grans parcs urbans d'Almacelles. S'estén per la zona nord-est del nucli d'Almacelles, entre el camí dels Dipòsits, la carretera d'Alfarràs (L-902), la variant nord de la Ctra. N-240 i el Camí dels Pedregals. Té un perímetre de prop de 800 metres i una extensió de 19.832 m². Aquesta zona verda es divideix en tres àmbits:
- Parc Arqueològic, la zona més propera al Camí dels Dipòsits i rere mateix del Tossal del Vilot que li dona nom a tot aquest àmbit. En aquest punt es trobarien les restes museïtzades del que va ser l'antic poblat medieval d'Almacelles.
- Part central, on es troba el parc pròpiament dit, amb una àrea de pic-nic i un llac central. També s'hi troba el monument commemoratiu dels veterans de Sidi-Ifni.
- Zona d'aparcament i una àrea per a l'estacionament d'autocaravanes, situat per sobre d'aquesta gran zona verda

## Antecedents
La zona propera al Vilot, a tocar del camí dels Dipòsits, comptava amb els antics dipòsits d'emmagatzematge de l'aigua de boca de la població. Uns dipòsits que van quedar en desús a principis dels anys vuitanta, amb la implantació de dipòsits coberts i la posada em funcionament d'una planta potabilitzadora. Malauradament, aquell espai va quedar abandonat, i es convertí en una abocador incontrolat de runa i altres residus.
En aquest sentit, l'any 2005, l'Ajuntament d'Almacelles va posar-se en contacte amb l'aleshores Senyor d'Almacelles i Baró d'Esponellà, Sr. Carles de Fortuny i Cucurny. Un dels motius era interessar-se per documentació històrica sobre el naixement de la nova Almacelles que estava en mans de l'arxiu familiar, a fi de començar a posar en marxa el Museu d'Arquitectura i Urbanisme Josep Mas Dordal. En aquest context, el Baró d'Esponellà va cedir generosament al poble d'Almacelles diversos plànols històrics del mestre d'obres Josep Mas Dordal. En un d'aquests documents, de gran valor patrimonial, es podia apreciar com el mestre d'obres dibuixà al vessant nord-est del Tossal del Vilot un seguit d'habitatges. Un carrer, un conjunt de cases i un temple s'hi apreciaven de forma molt clara. Aquest fet certificava la dita popular que allí hi havia amagat, sota la terra, l'Almacelles medieval desapareguda durant la Guerra dels Segadors al segle xvii.
Així doncs i amb els permisos corresponents del Departament de Cultura de la Generalitat de Catalunya, l'any 2005 es van iniciar des dels Serveis Tècnics Municipals els treballs arqueològics. No tardarien molt en aparèixer els primers murs d'aquell assentament medieval. Alhora també i juntament amb el Departament de Medi Ambient de la Generalitat s'iniciaven els treballs de neteja de tot l'àmbit dels dipòsits i la proposta de convertir aquella zona en un parc públic es posava en marxa.

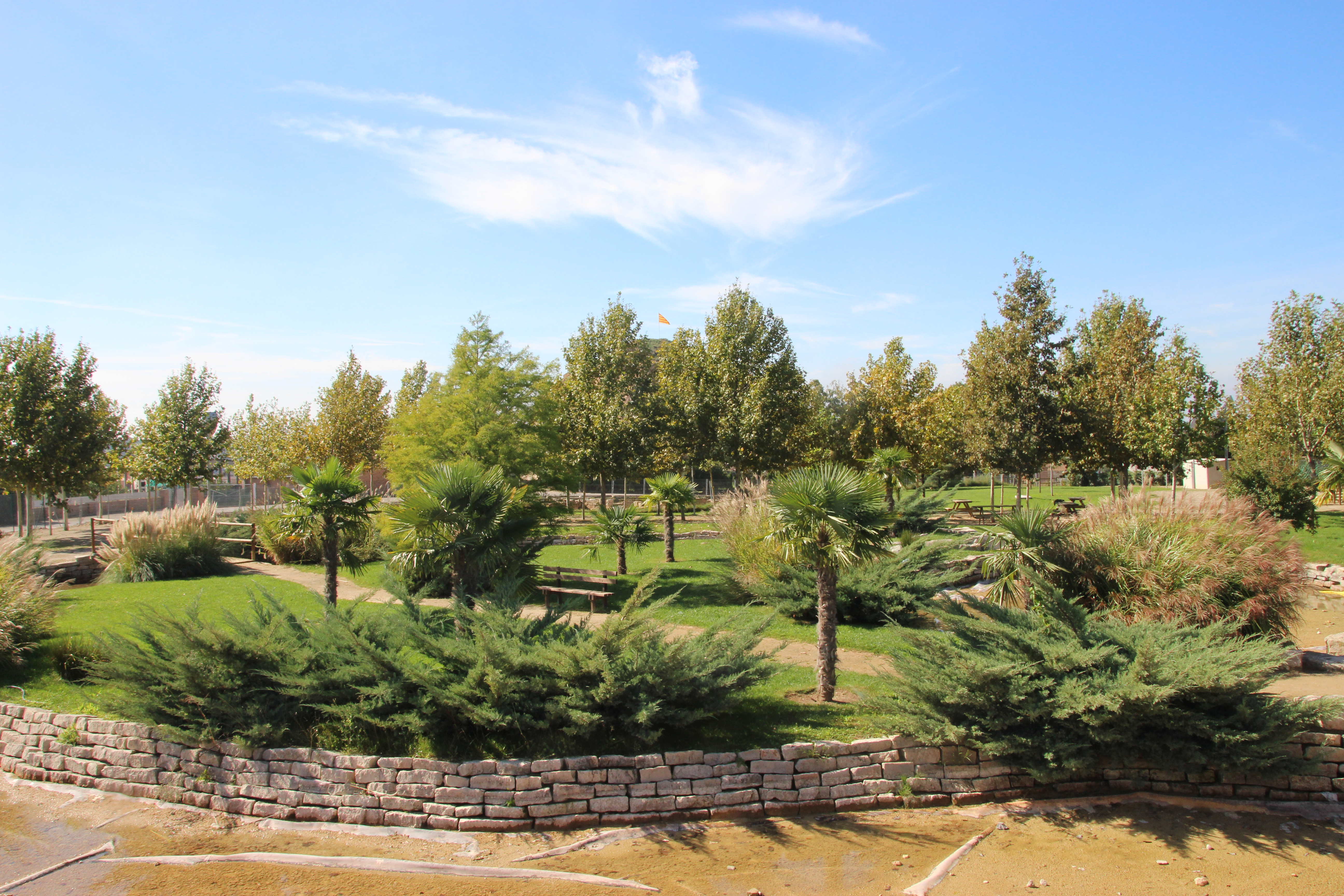

## Inauguració del parc (13 d'abril de 2007)
És doncs, a partir del 2005 que es duen a terme les dues actuacions en paral·lel. D'una banda, la recerca de l'antiga Almacelles, amagada sota la terra en el sector més proper al camí dels Pedregals. De l'altra, la neteja i condicionament dels antics dipòsits d'aigua en un parc urbà. En definitiva, el Parc del Vilot pretenia transformar un dels indrets més característics de la població d'Almacelles, un lloc on hi hagué un abocador de runa de la població i que, com a conseqüència de la seva clausura i neteja, havia de permetre recuperar l'antiga població medieval d'Almacelles, que estava enterrada sota tones de sediments i brossa, així com la creació d'un parc urbà de prop de 10.000 m², amb una reforestació, la instal·lació d'un llac artificial amb una illa central en el qual havia estat abans el dipòsit general de la població i una millora dels accessos de la zona.
També s'hi van col·locar un seguit d'escultures –obra de Jordi Balada- que intenten representar antics oficis relacionats amb el món de l'agricultura i la ramaderia.
El 13 d'abril de 2007, es va procedir a la inauguració oficial del Parc del Vilot, acte que fou presidit per la gerent de l'Agència de Residus de Catalunya, Sra. Genoveva Català i Bosch, acompanyada per l'alcalde d'Almacelles i demés autoritats locals.

## Reforestacions del parc (2007 i 2008)
Entre l'any 2007 i 2008 l'Ajuntament va endegar una reforestació amb prop de 300 arbres per tot aquell àmbit, fet que va permetre transformar una zona que havia quedat força malmesa en una de les zones verdes més extenses i properes al nucli urbà, tot per aconseguir arribar a ser una zona d'esbarjo i passeig pels almacellencs. En aquest sentit, val a dir que s'hi van plantar al voltant de 300 arbres de varietats com els pollancres, plataners i mahònies, entre d'altres.

## Funció pedagògica
Una altra de les grans fites aconseguides amb aquest parc ha estat posar en valor el ric patrimoni arqueològic de la vila. D'una banda, el fet d'oferir visites guiades d'uns anys ençà amb motiu de les Jornades Europees del Patrimoni, ha fet visible aquesta joia i ha posat aquest jaciment en el plànol dels llocs d'interès arqueològic. D'altra banda, també és un lloc de coneixement de la història per als escolars. Així mateix, d'uns anys ençà dos cursos de primària de l'escola Antònia Simó i Arnó fan una incursió en aquest jaciment, a fi d'explicar-los sobre el terreny l'ofici d'arqueòleg a la vegada que aprenen el passat del poble medieval d'Almacelles sobre el terreny. En definitiva, s'ha posat de manifest la gran funció pedagògica d'aquest parc i de la preservació i difusió de la història local i del llegat dels nostres avantpassats.

### Monument als soldats de Sidi Ifni (2013)
Amb motiu de les trobades anuals que realitza l'Associació de Veterans de Sidi Ifni, que reuneix regularment tots aquells soldats que varen participar en la Guerra d'Ifni contra el Marroc; el 25 de maig de 2013 va tenir lloc la trobada d'aquell any al Parc del Vilot i, a més, s'aprofità l'avinentesa per inaugurar un monument commemoratiu a tots aquells que van participar en aquella guerra o van haver de fer el servei militar obligatori en aquell protectorat espanyol a l'Àfrica entre els anys 1934 al 1969.

## El jaciment arqueològic del Vilot d'Almacelles
La primavera de l'any 2005 es descobria un important episodi del passat d'Almacelles en sortir a la llum les restes de l'antiga vila, al costat mateix del Camí dels Pedregals al vessant nord-est del Tossal del Vilot.
Amb anterioritat a l'inici de les obres es va fer un estudi de l'indret i de les possibilitats que aquest tenia d'albergar les restes d'una antiga població, ja que hi havia indicis que apuntaven a aquesta possibilitat. La gent més gran del poble recordava com de joves, quan extreien les argiles del tossal, apareixien en aquella zona: ceràmiques, ossos, blocs de pedra i altres restes susceptibles de pertànyer a un antic assentament. D'altra banda els plànols de la construcció de la nova vila, datats cap al 1770 i atribuïts a Josep Mas Dordal mostraven dues viles: la nova vila que seria dissenyada pel mestre d'obres i l'antiga vila, la que ell mateix va veure darrera del Tossal del Vilot i que va dibuixar deixant-ne així constància per sempre.
Durant tretze anys les descobertes foren molt interessants. Ens van atansar a la vila medieval i moderna. Una vila que fou arrasada i abandonada durant la Guerra dels Segadors entre 1640 i 1642.
Les diverses intervencions arqueològiques han permès conèixer dues unitats domèstiques complexes i de grans dimensions, els empedrats dels carrers, places i patis interiors de les cases; les estances, o el descobriment de dos grans forns ceràmics que es va determinar que foren construïts durant el naixement de la nova vila, i que es van fer sobre les restes de l'antic poble. Segurament l'extracció d'argiles del mateix turó proper se'ls va presentar com un indret perfecte per fer aquests forns i poder subministrar les més de 300.000 teules i maons que feien falta per bastir el nou poble d'Almacelles del segle xviii. En definitiva, un compendi sobre com vivien els almacellencs de l'època medieval.

### Museïtzació del jaciment del Vilot
Finalment, el 27 de juliol de 2018, va tenir lloc la presentació en societat de la nova museïtzació del jaciment del Vilot i la integració de les restes de l'antiga vila medieval d'Almacelles al Parc del Vilot.

## Aparcament per autocaravanes
Amb motiu d'oferir un lloc òptim i degudament adaptat a les necessitats dels usuaris d'autocaravanes, l'Ajuntament va aprovar en la Junta de Govern del dia 17 de juliol de 2018, la redacció del projecte que ha de servir per fer realitat un d'aquests aparcaments a la població.
Aquest aparcament està situat dins l'entorn del Parc del Vilot, en la part nord que se situa entre l'entrada principal al Parc i la variant nord de la Ctra. N-240. A més, l'indret és especialment atractiu, ja que es troba enmig d'un dels grans parcs urbans de la població, a prop de centre urbà d'Almacelles i voltat de les serres del Maco i dels Pedregals, amb magnífiques vistes sobre els Pirineus donada la seva ubicació elevada. Aquesta zona d'autocaravanes compta amb una zona d'estacionament i pernocta, apta per a unes deu autocaravanes.